# مايك بليس
مايك بليس (بالإنجليزية: Mike Bliss)‏ هو سائق سيارة سباق أمريكي، ولد في 5 أبريل 1965 في ميلواوكي في الولايات المتحدة.

## معرض صور

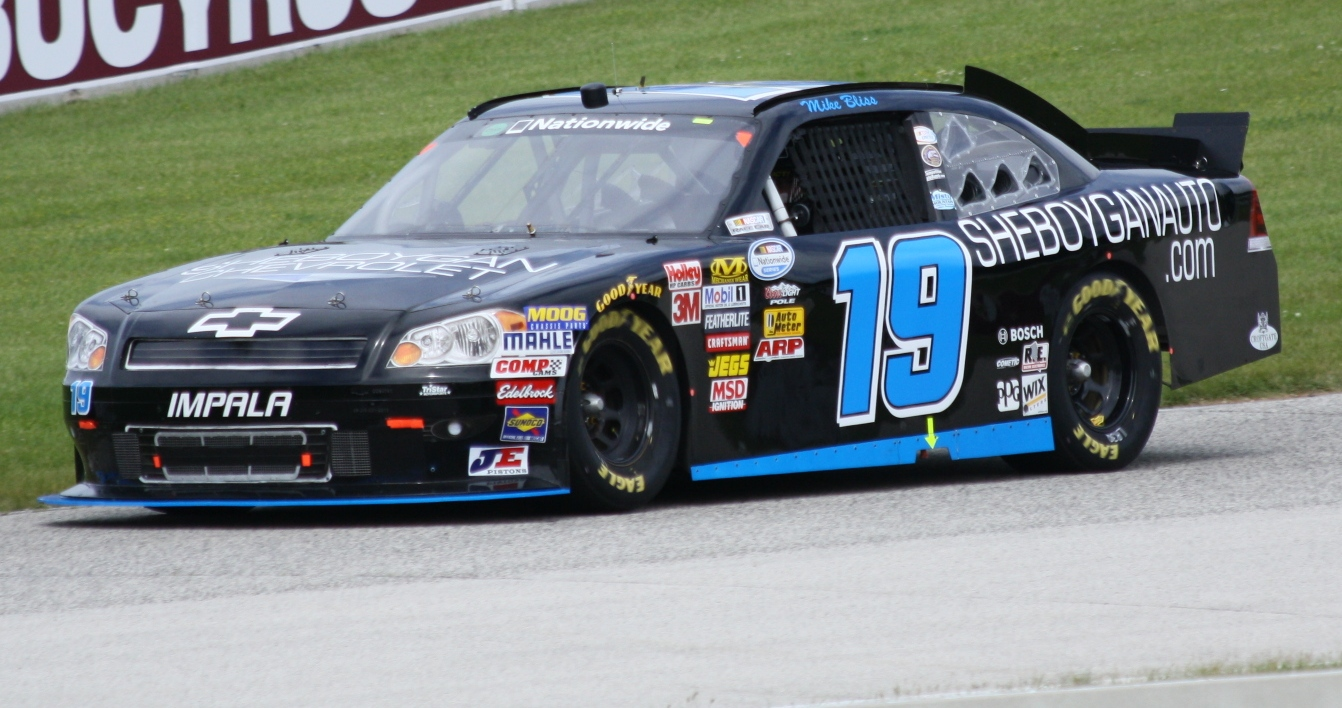
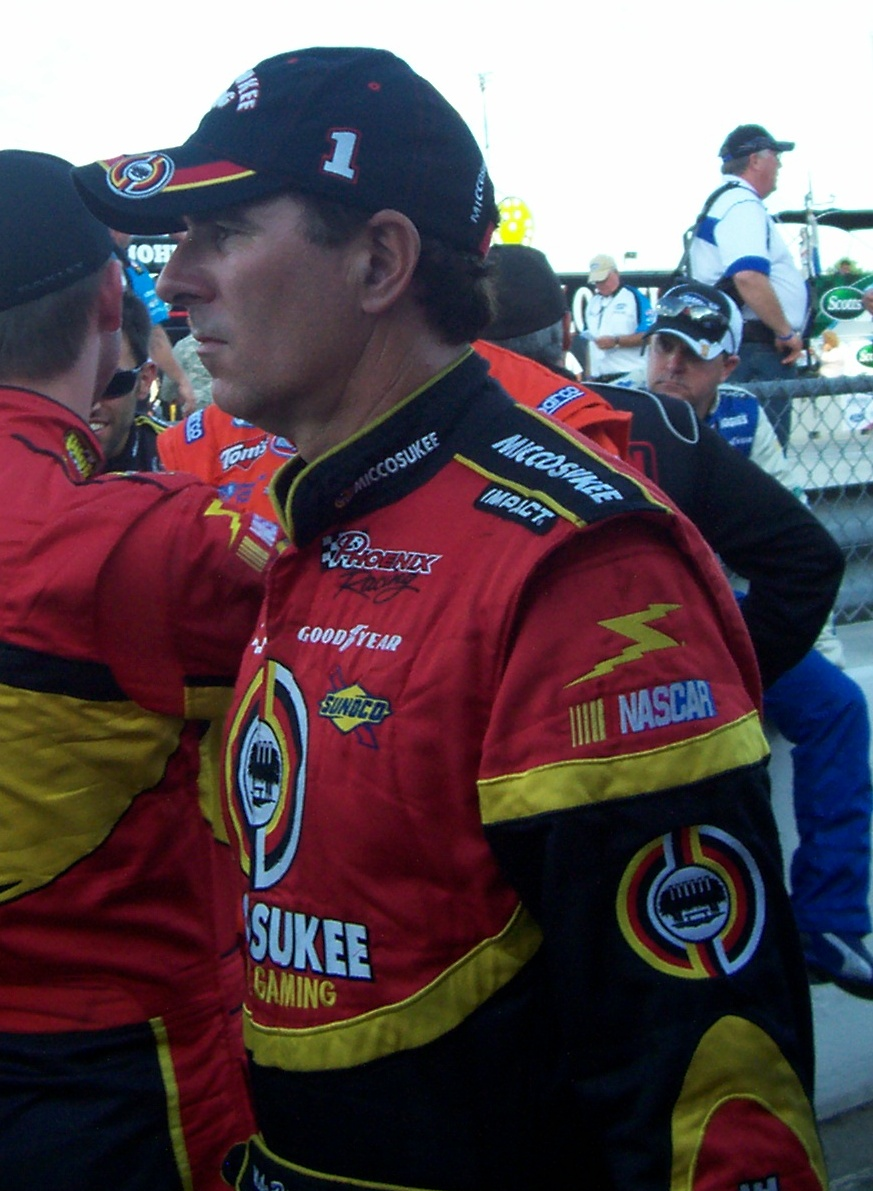
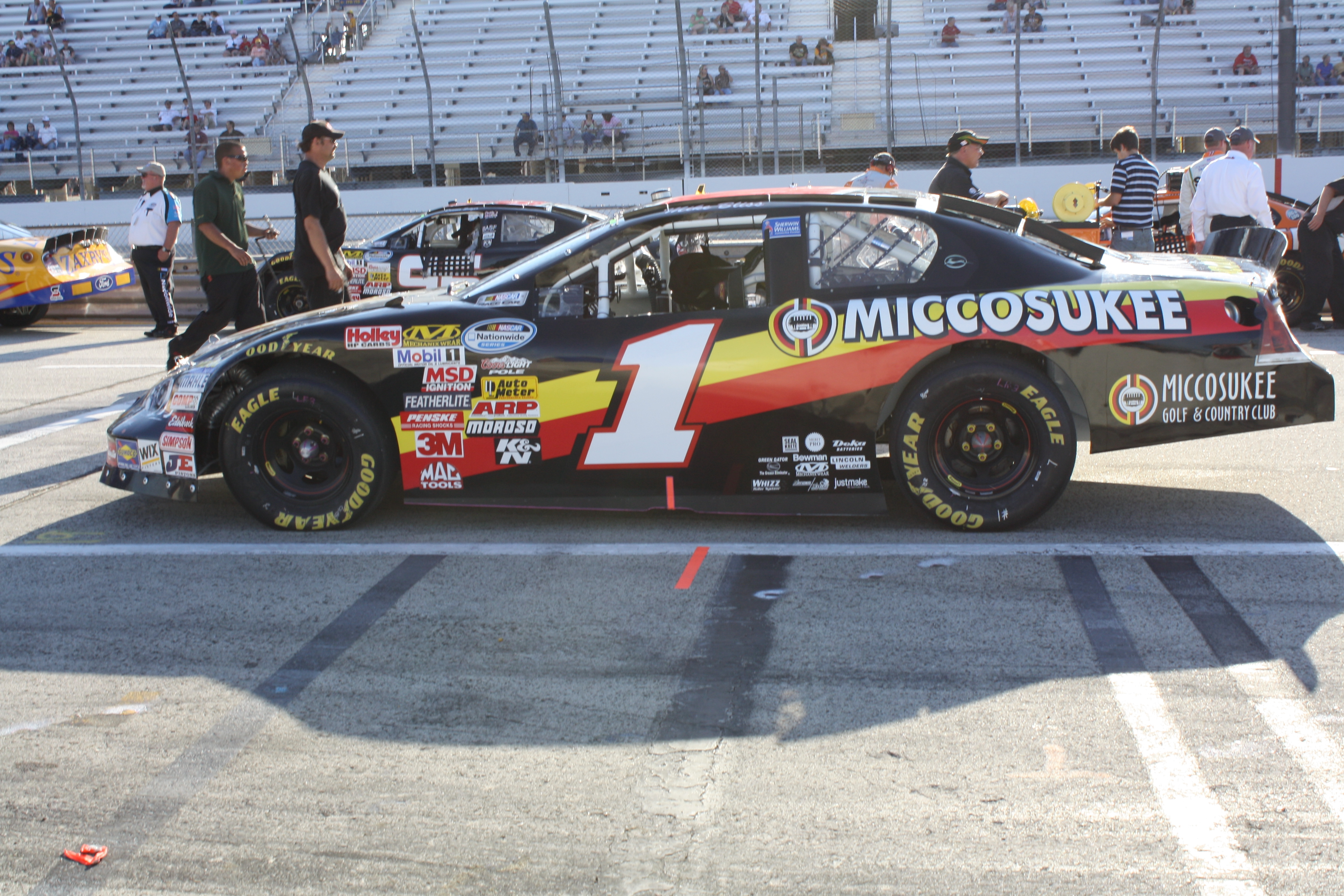
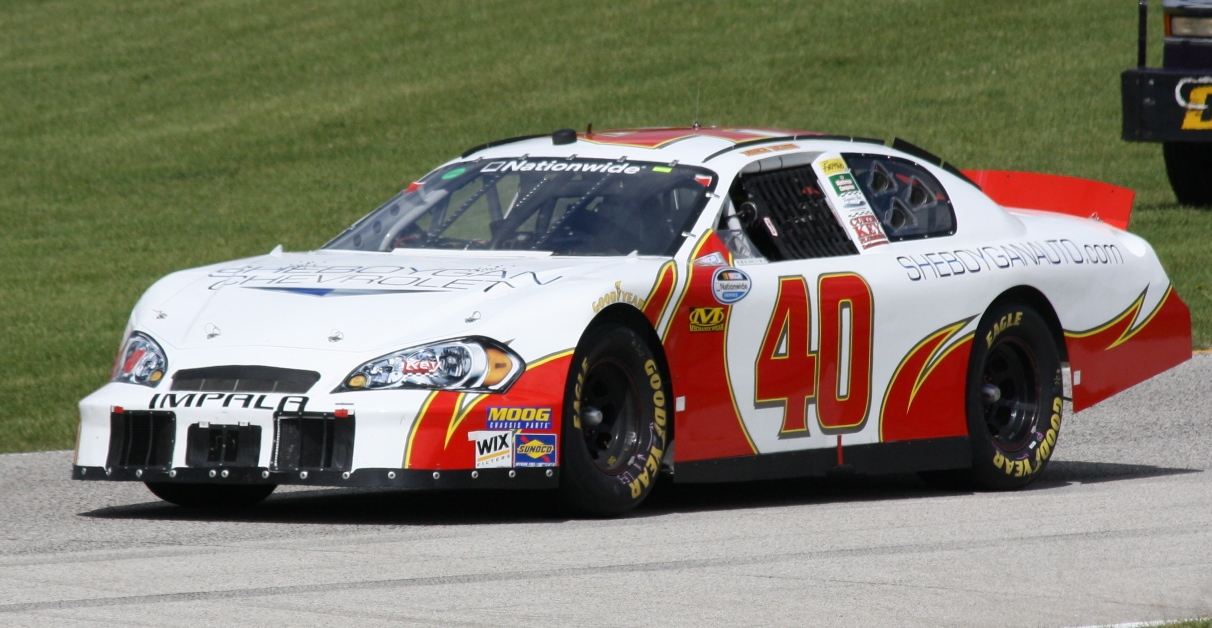
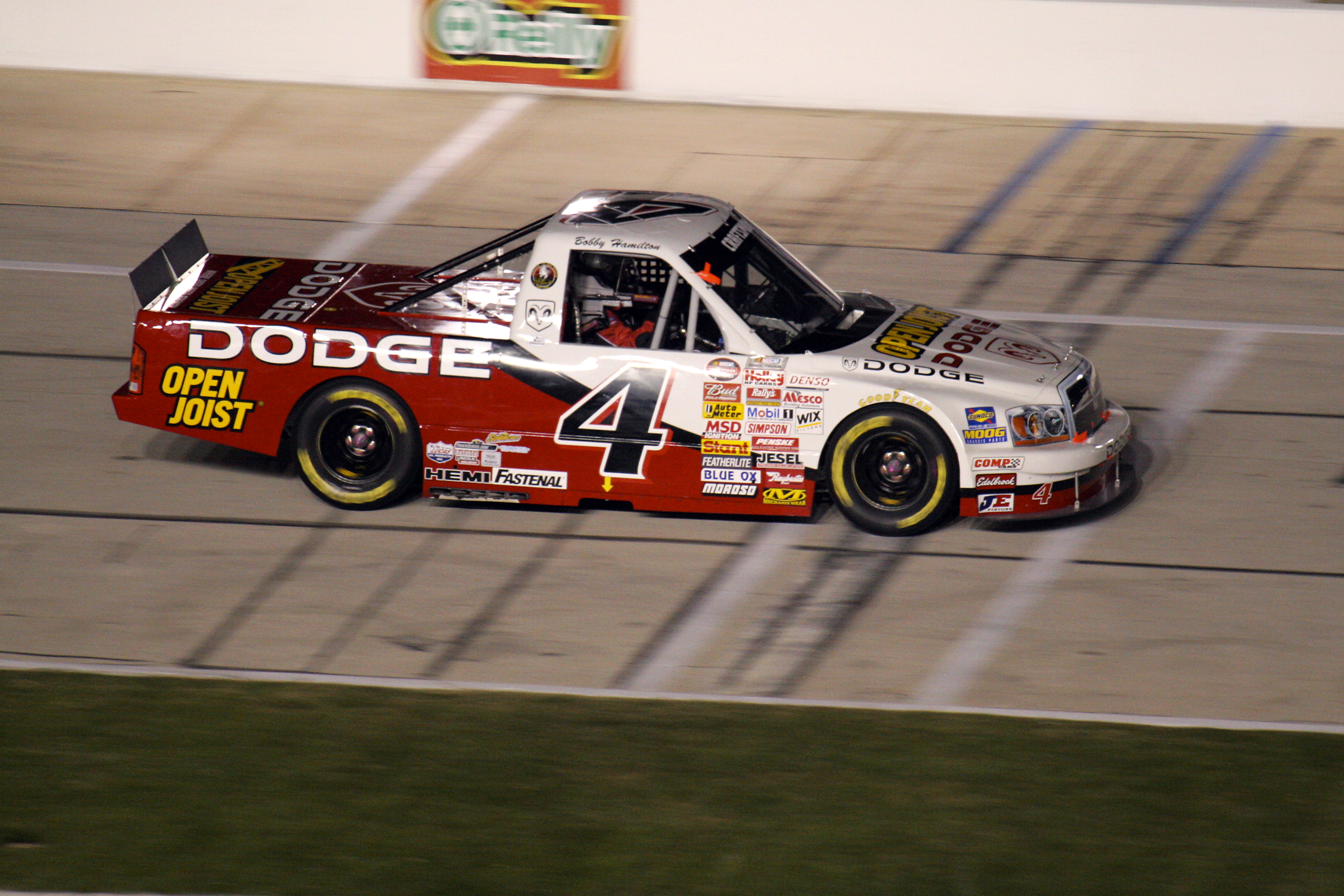
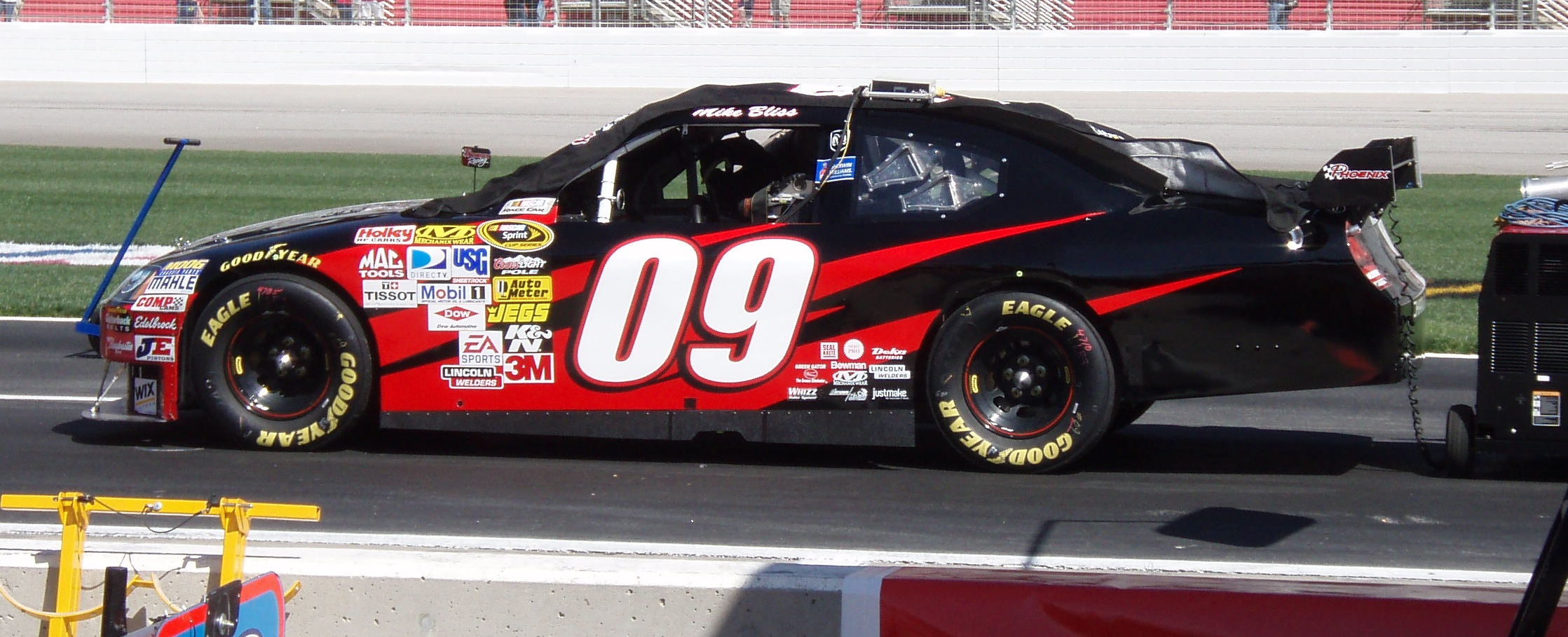

## وصلات خارجية
- الموقع الرسمي
- مايك بليس على موقع Racing-Reference.info (الإنجليزية)